# Споменик стрељаним жртвама Тимочке буне
Споменик стрељаним жртвама Тимочке буне налази се на падини узвишења Краљевице код Зајечарa. Уписана је у листу заштићених споменика културе Републике Србије од 1983. године (ИД бр. СК 599). 

## Карактеристике
Споменик је подигнут 1940. године на месту где је извршена егзекуција двадесет на смрт осуђених учесника Тимочке буне. Аутор споменика је вајар Антун Аугустинчић. Споменик има монументалне димензије. Широком пијететском стазом која се завршава степеништем долази се до издигнутог платоа на коме је подигнут споменик. Белим мермерним плочама поплочан је пространи плато и изведен полукружни зид који се налази иза централне фигуре. На мермерном зиду издељени су простори у којима су урезана имена стрељаних. У средишњем делу поплочаног платоа налази се стојећа фигура сељака изливена у бронзи. Ноге су оковане ланцима, али он и поред тога обнажује груди и пркоси смрти. Кроз монументално, крајње натуралистички обликовану фигуру, која симболизује стрељане на Краљевици, уметник је уравнотеженим вајарским изразом и сигурним осећањем за материју зналачки и веома снажно синтетизовао неуништиву снагу народа исказану кроз доследну и дуготрајну борбу за људска права и слободу.